# Calocheiridius badonneli
Espèce
Calocheiridius badonneli est une espèce de pseudoscorpions de la famille des Olpiidae.

## Distribution
Cette espèce est endémique de Côte d'Ivoire. Elle se rencontre vers le Bandama.

## Étymologie
Cette espèce est nommée en l'honneur d'André Badonnel.

## Publication originale
- Heurtault, 1983 : Pseudoscorpions de Côte d'Ivoire. Revue Arachnologique, vol. 5, no 1, p. 1-27.